# لو يوي (مخرج)
لو يوي (بالصينية: 吕乐) هو مصور سينمائي ومخرج صيني، ولد في 1 ديسمبر 1957 في تيانجين في الصين.

## وصلات خارجية
- لو يوي على موقع IMDb (الإنجليزية)
- لو يوي على موقع ألو سيني (الفرنسية)
- لو يوي على موقع ألو سيني (الفرنسية)
- لو يوي على موقع أول موفي (الإنجليزية)
- لو يوي على موقع أول موفي (الإنجليزية)
- لو يوي على موقع أول موفي (الإنجليزية)
- لو يوي على موقع قاعدة بيانات الفيلم (الإنجليزية)
- لو يوي على موقع كينوبويسك (الروسية)